# Jason Pontin
Jason Matthew Daniel Pontin (Londres, 11 de mayo de 1967) es un periodista y capitalista de riesgo británico. Es socio de la empresa de capital riesgo DCVC en Palo Alto, y es miembro fundador del consejo de administración e inversor inicial en varias empresas de ciencias de la vida. Fue redactor jefe y editor de MIT Technology Review.

## Infancia y Educación
Pontin nació el 11 de mayo de 1967 en Londres, de padre británico, Anthony Charles Pontin, empresario, y de madre sudafricana, Elaine Howells, actriz. Se crio en el norte de California, pero se educó en Inglaterra, en la Harrow School y en la Universidad de Oxford.

## Carrera
De 1996 a 2002, Pontin fue editor de Red Herring, una publicación de negocios y tecnología. De 2002 a 2004, fue editor de The Acumen Journal, una revista ya desaparecida que fundó sobre las ciencias de la vida.
Pontin ha escrito para muchas revistas y periódicos nacionales e internacionales, como The New York Times, The Economist, The Financial Times, The Boston Globe, The Believer Magazine y Wired. Escribe para Wired en el canal "IDEAS" de la publicación y colabora con la revista. En febrero de 2013, pronunció una charla TED en Long Beach (California), "¿Puede la tecnología resolver nuestros grandes problemas?", que ha sido vista más de 1,6 millones de veces.
Fue contratado como editor de Technology Review en julio de 2004, y en agosto de 2005 fue nombrado editor. Pontin emprendió lo que The Boston Globe ha descrito como una "revisión estratégica" de Technology Review, cuyo objetivo es convertir a la revista en una empresa editorial mayoritariamente electrónica. En octubre de 2012, rebautizó la organización con el nombre de MIT Technology Review y la relanzó como una "empresa con prioridad digital". AdWeek comentó que "Pontin y MIT Technology Review podrían marcar la pauta de la transición a un futuro digital para los medios de comunicación heredados." Pontin fue presidente del MIT Enterprise Forum, la organización mundial de empresarios tecnológicos del MIT.
De 2005 a 2017, fue el redactor jefe y editor de MIT Technology Review.
En 2015, Pontin cofundó la plataforma de innovación abierta del MIT Solve, que despliega capital y otros recursos hacia soluciones a grandes retos.
De 2018 a 2020, fue socio principal y asesor principal en Flagship Pioneering, una empresa estadounidense de capital riesgo en ciencias de la vida en Cambridge, Massachusetts.
Pontin es socio general de DCVC desde marzo de 2021.